# Pannoniasaurus
Pannoniasaurus is een geslacht van uitgestorven tethysaurine mosasauroïden bekend van de Csehbánya-formatie uit het Laat-Krijt (Santonien) van Hongarije. Het bevat als enige soort Pannoniasaurus inexpectatus, die werd ontdekt in zoetwatersedimenten, in tegenstelling tot andere mosasauriërs, die mariene roofdieren waren. Het was een middelgrote mosasauriër, tot zes meter lang.

## Ontdekking en naamgeving
Het holotype MTM 2011.43.1, bestaande uit een rechterquadratum, en toegewezen exemplaren zijn verzameld uit de alluviale sedimenten van de Csehbányaformatie van verschillende blootstellingen in de bauxietmijn van Iharkút, Bakony Hills, West-Hongarije sinds de ontdekking van de vindplaats in 2000. Een enkele wervel is in 1999 verzameld van de Ajka Coal-formatie op de vuilstortplaats van de kolenmijnen naast de stad Ajka, twintig kilometer van Iharkút. Momenteel zijn meer dan honderd botten van Pannoniasaurus, afkomstig van een groot aantal individuen van verschillende leeftijdsklassen, bekend van de alluviale overstromingsvlakten die de Csehbánya-formatie vormen. Alle exemplaren van Pannoniasaurus maken momenteel deel uit van de collectie van het Hongaarse Natuurhistorisch Museum in Boedapest, Hongarije.
Pannoniasaurus is bekend van verschillende materialen, waaronder twee losse premaxillae, drie maxillae, twee postorbitofrontalia, twee quadrata, drie dentaria, drie splenialia, drie angularen, een coronoïde, twee surangularen, een articulare, eenennegentig losse tanden, twintig halswervels, veertig ruggenwervels, vier sacrale en achttien staartwervels, vierendertig wervelfragmenten, drie ribben, twee opperarmbeenderfragmenten en vier darmbeenderen. Aangezien alle overblijfselen losse botten zijn, is de basis voor de verwijzing van dit materiaal naar Pannoniasaurus gebaseerd op vergelijkbare methoden die door andere auteurs worden gebruikt, zoals Houssaye et alii in hun studie van Pachyvaranus crassispondylus in 2011. De paratypen bestaan uit MTM V.01.115, een linkerquadratum, en MTM 2007.31.1, een fragmentarisch linkerquadratum. Hoewel alle overblijfselen (inclusief het holotype) van Pannoniasaurus losse botten zijn, maken de dichtheid van de exemplaren, de verschillende grootteklassen, het grote aantal vergelijkbare elementen van individuele dieren en hun unieke kenmerken het mogelijk om ze aan elkaar te koppelen tot een enkel taxon.
Een enkele wervel van Pannoniasaurus (MTM V.2000.21), evenals een verscheidenheid aan vissen en krokodillentanden, werden verzameld op de vuilstortplaats van de ondergrondse Ajkakolenmijn. De Ajka Coal-formatie vermengt zich met de Csehbányaformatie, de afzettingsomgeving van de laatste was een overstromingsvlakte, terwijl de Ajka Coal-formatie werd gevormd in het accumulatiebekken van hetzelfde riviersysteem. Beide facies werden gevormd in hetzelfde paleogeografische gebied, dat zelf deel zou kunnen uitmaken van een grotere, maar geïsoleerde landmassa.
In 2012 werd de typesoort Pannoniasaurus inexpectatus benoemd en beschreven door László Makádi, Michael Wayne Caldwell en Attila Ősi. De geslachtsnaam is afgeleid van Pannonia, de Romeinse naam van het gebied van Hongarije. De soortaanduiding betekent 'de onverwachte' in het Latijn omdat in de zoetwaterafzettingen geen mosasauroïde verwacht werd.

## Beschrijving
Pannoniasaurus was een middelgrote mosasauroïde, die naar schatting maximaal zes meter lang zou worden. Het vertoonde een combinatie van basale kenmerken, zoals het ontbreken van predentaal rostrum, de premaxilla-maxilla beennaad eindigt anterieur aan of ter hoogte van de middenlijn van de vierde maxillaire tand, een bijna rechte frontoparietale beennaad en een ondiepe holle curve van de interne vleugel van het quadratum. Het had ook een langwerpige stapediale put die minstens drie keer langer was dan breed. De gewrichtsknobbel van het quadratum is zadelvormig. De gewrichtsknobbel van het quadratum is niet naar boven gebogen. Het onderkaaksgewricht wordt voornamelijk gevormd door het articulare. De synapofysen van de halswervels steken onder hun onderranden uit. De wervels vóór de staart zijn verticaal afgeplat. Er zijn twee sacrale wervels met grote ribben of zijuitsteeksels die een ronde of ovale dwarsdoorsnede hebben. De zijuitsteeksels van de sacrale wervels hebben een facet voor het contact met het darmbeen. De wervellichamen van de staartwervels zijn zeer langwerpig, tweemaal langer dan breed zoals bij Pontosaurus. Het schouderblad is van voor naar achter smal. Het darmbeen heeft een achterste tak met een afgeplat bovenste uiteinde en voorzien van lengterichels en groeven. Het voorblad van het darmbeen is lepelvormig en overlapt het schaambeen.

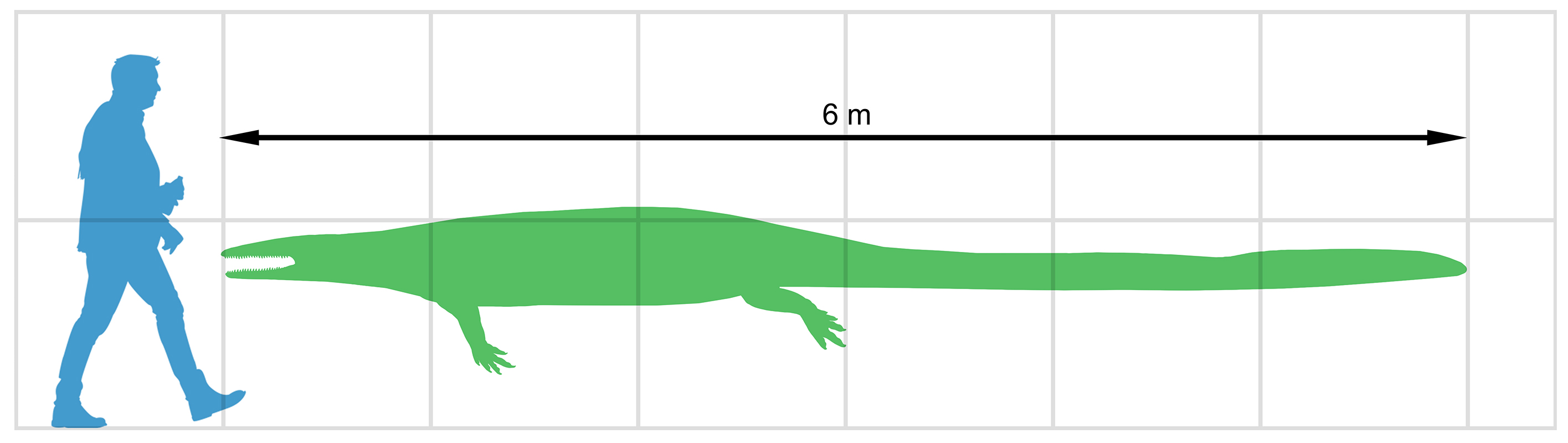
De grootte vergeleken met een mens

Het bewaarde deel van het bovenkaaksbeen draagt twaalf tandkassen, maar het oorspronkelijke aantal maxillaire tanden kan veel hoger zijn geweest. Een aantal losse tanden werd toegeschreven aan Pannoniasaurus die vergelijkbaar zijn met Halisaurus, kegelvormig en posterolinguaal gekromd, kronen dragen met fijne vervloeiende lengtegroeven, en hebben een sterke voorste snijrand maar een zwakkere snijrand aan de achterste buitenhoek.

### Ledematen

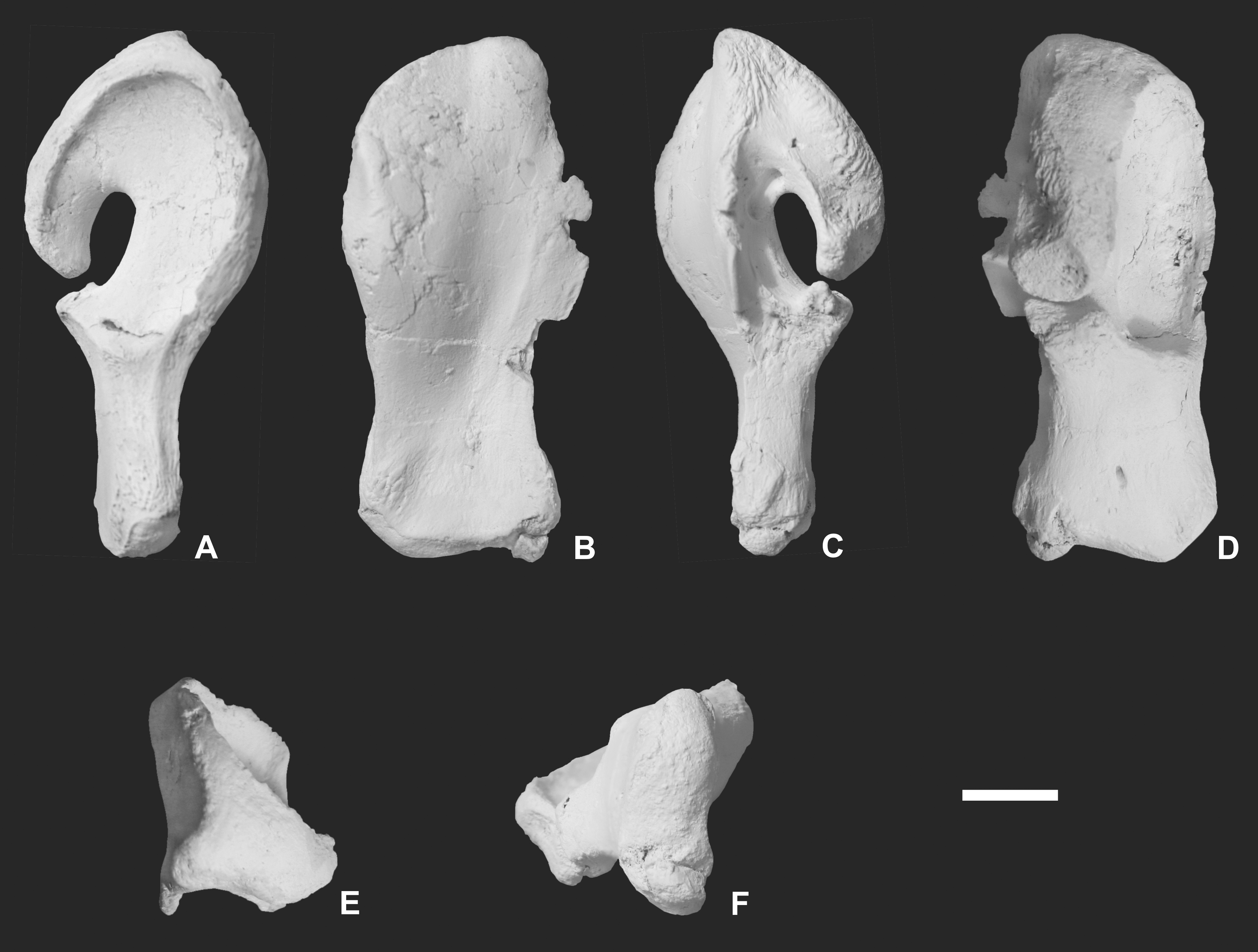
De quadrata met de typische schelpvorm van de buitenste oorzone

Het is moeilijk in te schatten hoe de onbekende gordel- en ledematenelementen van Pannonisasaurus eruit hebben gezien. Hij had een basale wervelkolom, een naar achteren gericht darmbeen en een langwerpig opperarmbeen met een distale epifyse, die allemaal het meest op aigialosauriërs leken. Deze suggereren dat Pannonisasaurus inexpectatus een algemene aigialosauriërachtige postcraniale morfologie had (inclusief plesiopelvia en plesiopedia, dus een bekken en poten die gewicht konden dragen bij het lopen). Echter, Dallasaurus heeft bijvoorbeeld een naar voren gericht, hydropelvisch, voor zwemmen aangepast darmbeen in combinatie met primitief ogende proximale ledemaatelementen, en daarom is een afgeplatte, afgeleide distale ledemaatmorfologie niet geheel onmogelijk voor dit taxon. Voor Pannoniasaurus is een basale morfologie van de volledige ledematen in correlatie met het basale axiale skelet en bekken waarschijnlijker, maar dus verre van zeker. Het is mogelijk dat het behoud van een robuust heiligbeen, bekken en mogelijk niet-peddelachtige ledematen werden gebruikt om het lichaam vanaf de bodem naar voren te stuwen tijdens het vangen van prooien in ondiep water, vergelijkbaar met bestaande krokodillen.

## Fylogenie
Analyse door Makádi et alii vond drie even spaarzame evolutionaire bomen die Pannoniasaurus in de nieuwe clade Tethysaurinae plaatsten. Tethysaurus is hiervan het typegeslacht, omdat het het best vertegenwoordigde geslacht van de onderfamilie is, bekend van meerdere gedeeltelijke skeletten. Dus de onderfamilienaam is afgeleid van de naam van het typegeslacht. 

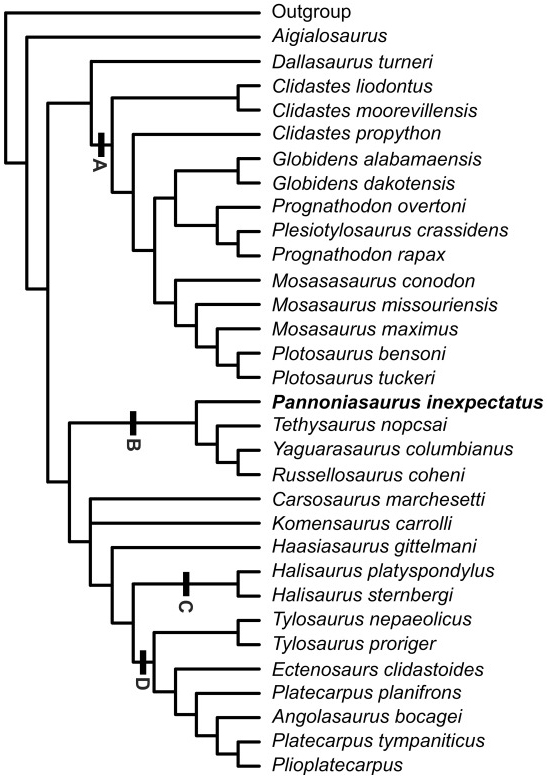
De stamboom

De drie bomen reconstrueerden Pannoniasaurus als het zustertaxon van de clade die Tethysaurus nopcsai, Yaguarasaurus columbianus en Russellosaurus coheni omvat. Tethysaurinae werd geplaatst aan de basis van een clade die de aigialosauriërs Carsosaurus, Komensaurus en Haasiasaurus omvat, en de clades die conventionele mariene mosasauroïden bevatten, zoals halisauriërs, tylosauriërs en plioplatecarpines. 
Het concept van een monofyletische clade van aigialosauriërs van waaruit een polyfyletische Mosasauridae ontstaat (twee belangrijke lijnen van een graad van mariene mosasauriërs met peddelvormige poten), wordt ondersteund en biedt verdere ondersteuning voor de hypothese van convergente aquatische aanpassingen bij peddeldragende mosasauriërs.
De ontdekking van Pannoniasaurus geeft aan dat mosasauroïden, vergelijkbaar met sommige geslachten van walvisachtigen, snel uitstraalden naar een verscheidenheid aan aquatische omgevingen, waarbij sommige groepen beschikbare niches in zoetwaterhabitats opnieuw binnenvielen en zeer gespecialiseerd werden in die ecosystemen.

Het onderstaande cladogram volgt de analyse van Makádi et alii in 2012:
|  | Tethysaurus nopcsai                                                                 |
|  |                                                                                     |
|  | \| \| Yaguarasaurus columbianus \| \| \| \| \| \| Russellosaurus coheni \| \| \| \| |
|  |                                                                                     |
|  | Yaguarasaurus columbianus                                                           |
|  |                                                                                     |
|  | Russellosaurus coheni                                                               |
|  |                                                                                     |

|  | Yaguarasaurus columbianus |
|  |                           |
|  | Russellosaurus coheni     |
|  |                           |

|  | Tethysaurus nopcsai                                                                 |
|  |                                                                                     |
|  | \| \| Yaguarasaurus columbianus \| \| \| \| \| \| Russellosaurus coheni \| \| \| \| |
|  |                                                                                     |
|  | Yaguarasaurus columbianus                                                           |
|  |                                                                                     |
|  | Russellosaurus coheni                                                               |
|  |                                                                                     |

|  | Yaguarasaurus columbianus |
|  |                           |
|  | Russellosaurus coheni     |
|  |                           |

## Paleobiologie
Geochemische en isotopische gegevens zijn het meest compatibel met de hypothese dat Pannoniasaurus leefde in een overwegend zoetwaterecosysteem, en er zijn sterke aanwijzingen dat Pannoniasaurus geen seizoensmigrant was van zeewater naar zoet, maar dat het ecologisch gezien een permanent lid was van een zoetwaterfauna. Met de ontdekking en beschrijving van Pannoniasaurus wordt nu begrepen dat de evolutie van mosasauroïden ook belangrijke en onverwachte aanpassingen aan zoetwaterecosystemen met zich meebracht. De grootte van Pannoniasaurus maakt het het grootste bekende roofdier in de wateren van deze paleo-omgeving. Bovendien was de krokodilachtige afgeplatte schedel (zoals aangegeven door de premaxilla en maxilla) een nuttige aanpassing voor de hinderlaagjacht op aquatisch niveau van landbewonende dieren en prooien die in ondiepe wateren leefden.